# Панино (Раменский район)
Па́нино — деревня в Раменском муниципальном округе Московской области. Входит в состав сельское поселение Ганусовское. Население — 503 чел. (2010).

## Название
Название связано с Паня, разговорной формой нескольких календарных имён: Павел, Панкрат, Пантелей и др..

## География
Деревня Панино расположена в юго-западной части Раменского муниципального округа, примерно в 18 км к юго-западу от города Раменское. Высота над уровнем моря 139 м. В 1 км к северо-западу от деревни протекает река Нищенка. В деревне 1 улица — Новая, приписано 2 СНТ. Ближайший населённый пункт — деревня Нестерово.

## История
В 1926 году деревня входила в Нестеровский сельсовет Салтыковской волости Бронницкого уезда Московской губернии.
С 1929 года — населённый пункт в составе Бронницкого района Коломенского округа Московской области. 3 июня 1959 года Бронницкий район был упразднён, деревня передана в Люберецкий район. С 1960 года в составе Раменского района.
До муниципальной реформы 2006 года деревня входила в состав Ганусовского сельского округа Раменского района.

## Население
| 1926 | 2002 | 2010 |
| ---- | ---- | ---- |
| 95   | ↗602 | ↘503 |

В 1926 году в деревне проживало 95 человек (48 мужчин, 47 женщин), насчитывалось 16 хозяйств, из которых 15 было крестьянских. По переписи 2002 года — 602 человека (278 мужчин, 324 женщины).